# Aristastoma oeconomicum
Aristastoma oeconomicum är en svampart som först beskrevs av Ellis & Tracy, och fick sitt nu gällande namn av Tehon 1945. Aristastoma oeconomicum ingår i släktet Aristastoma, divisionen sporsäcksvampar och riket svampar.   Inga underarter finns listade i Catalogue of Life.